# Лепорська Ганна Олександрівна
Ганна Олександрівна Лепорська (1 (13) лютого 1900 , Чернігів  — 14 березня 1982 , Ленінград ) — радянська художниця з порцеляни, живописець, графік, дизайнерка, монументаліст. Член Спілки художників СРСР. Заслужений художник РРФСР. Лауреатка Державної премії РРФСР імені Рєпіна.

## Біографія
Народилася 1900 року в родині викладача латинської мови Чернігівської духовної семінарії Олександра Івановича Лепорського. Була племінницею професора, протоієрея Петра Лепорського, а директор металургійного комбінату «Азовсталь» Володимир Лепорський був її племінником. Незабаром сім'я переїхала до Вятки і до 1908 року — до Пскова, де вона закінчила гімназію, потоваришувала з родиною Веніаміна Каверіна, зустрічалася з Юрієм Тиняновим.
У 1918—1922 роках навчалася в Псковській художньо-промисловій школі, де зацікавилася керамікою і порцеляною: «Мені приносило велике задоволення „тягнути“ форму глека на ножному гончарному колі». Потім протягом двох років вона навчалася на факультеті живопису в Петроградській Академії мистецтв у Кузьми Петрова-Водкіна та Олександра Савінова.
У 1923—1926 роках навчалася і працювала в ГІНХУК, у формально-теоретичному відділі у Казимира Малевича як практикант, була його секретарем і наймолодшою з його учениць. Вона цікавилася всіма експериментами свого вчителя, обираючи те, що було властиво її творчій індивідуальності; вела записи аналізів мальовничих творів молодих художників, які приносили їх на показ Малевичу. Тут Лепорська сформувалася як дизайнер, увібрала в себе принцип широти художніх інтересів, який був такий характерний для Малевича;
Лепорська зазначала:

Робота з ним дала розуміння основних початків пластичності будь-якої форми, вирощування її як живого природного елемента квітки, рослини, розуміння «трохи», яке може або побудувати дивовижну гармонію речі, або зробити її потворною і навіть зовсім зруйнувати.
У колі Малевича познайомилася з художником Миколою Суєтіним, який став її чоловіком. В 1935 році на могилі Казимира Малевича вони встановили пам'ятник, спроектований Миколою Суєтіним, — куб з «Чорним квадратом».
Ганна Лепорська входила до групи живописно-пластичного реалізму разом із Костянтином Рождественським, Левом Юдіним, Володимиром Стерліговим та Вірою Єрмолаєвою.
Перед Венеціанською бієнале 1923 року Лепорська разом із Костянтином Рождественським та Миколою Суєтіним брала участь у написанні триптиха, що складається з чорного хреста, чорного кола та «Чорного квадрата»
У передвоєнні роки багато займалася живописом олією та аквареллю, працювала як дизайнер. Багато подорожувала країною. Брала участь у виконанні низки дизайнерських проєктів у Ленінграді, на Всесвітніх виставках. У 1937 році Лепорській та її чоловікові було доручено оформлення інтер'єру зали мистецтв радянського павільйону на всесвітній виставці у Парижі, а у 1939 році — на Міжнародній виставці у Нью-Йорку. На початку війни, після введення військових орденів Суворова, Кутузова, Олександра Невського, Лепорській було доручено наново оформити могилу Олександра Невського; її чоловік, Микола Суєтін, оформляв могилу Олександра Суворова . 1941 року прийшла працювати на ЛФЗ. У блокадному Ленінграді вона не лише малювала, а й працювала на заводі, обморозивши руки та отримавши дистрофію та цингу. Працювала над виставками у Штабі партизанського руху. У 1944 році вона відновлювала інтер'єри Державного театру опери та балету імені Кірова.
У 1945 році чоловік Лепорської, який був на той час головним художником Ленінградського порцелянового заводу ім. М. В. Ломоносова, залучив її до роботи з порцеляною: було створено її перший чайний сервіз «Конус». З 1948 року вона у штаті заводу. З її ім'ям пов'язаний цілий напрямок роботи заводу; відомий мистецтвознавець Михайло Коган писав:

Особливо хочеться підкреслити результативність тієї лінії на заводі Ломоносовському, яка пов'язана, перш за все, з ім'ям Лепорської і розвиває традиції російського класицизму. Бездоганні за пропорціями форми її чайних сервізів, їх напрочуд гострі, досконалі розписи не поступаються кращим зразкам порцеляни XIX століття.

Роботи Ганни Лепорської були відзначені найвищими оцінками на виставці Міжнародної академії кераміки в Женеві, на виставках у Брюсселі, Кабулі, Дамаску, Лейпцигу, Осло, Відні, Будапешті, Турині, Гетеборзі та в багатьох інших містах світу. У 1970 році вона удостоєна звання лауреата Державної премії РРФСР ім. Іллі Рєпіна. Роботи Ганни Лепорської представлені в цілій низці музеїв, найбільш повно — в Російському музеї, музеї Ленінградського порцелянового заводу, в Псковському музеї-заповіднику.
Довгі роки у неї зберігалися архів та малюнки Малевича.
Похована на Богословському цвинтарі.
З лютого по 14 березня 2022 року у Михайлівському замку Російського музею працювала виставка «Ганна Лепорська. Живопис. Графіки. Порцеляна».